# ماهی‌گیرک کوتوله
ماهی‌گیرک کوتوله (نام علمی: Brachyramphus) نام یک سرده از تیره ماهی‌گیرک است.

## گونه‌ها
- ماهی‌گیرک تاج‌دار مرمری،   Brachyramphus marmoratus
- ماهی‌گیرک تاج‌دار نوک‌دراز Brachyramphus perdix
- Kittlitz's murrelet,  Brachyramphus brevirostris